# Sillé-le-Guillaume
Sillé-le-Guillaume är en kommun i departementet Sarthe i regionen Pays de la Loire i nordvästra Frankrike. Kommunen ligger i kantonen Sillé-le-Guillaume som tillhör arrondissementet Mamers. År 2022 hade Sillé-le-Guillaume 2 192 invånare.

## Befolkningsutveckling
Antalet invånare i kommunen Sillé-le-Guillaume
| Referens: INSEE |